# Francisco Cerro Chaves
Francisco Cerro Chaves (Malpartida de Cáceres, Extremadura, 18 de octubre de 1957) es un obispo católico y teólogo español. Es arzobispo de Toledo, primado de España, desde el 29 de febrero de 2020.

## Biografía
Nacido en Malpartida de Cáceres en 1957. Realizó sus estudios de bachillerato y de Filosofía en el Seminario de la ciudad de Cáceres y los de Teología en el Seminario de Toledo, siendo ordenado sacerdote el día 12 de julio de 1981 en la catedral de Santa María de Toledo.

### Presbiteriado
Después se trasladó a Italia, donde se licenció y se doctoró en Teología espiritual por la Pontificia Universidad Gregoriana de la ciudad de Roma en 1997, después regresó a España y se licenció y realizó los cursos de doctorado en Teología de la vida consagrada por la Universidad Pontificia de Salamanca.
Como sacerdote desempeñó diferentes funciones, entre ellas la de vicario parroquial de San Nicolás (Toledo), consiliario de Coordinadora de Jóvenes de la ciudad de Toledo, colaborador en la parroquia de Santa Teresa (Toledo) y director de la casa diocesana de ejercicios espirituales de Toledo.
Es uno de los miembros fundadores de la Fraternidad Sacerdotal del Corazón de Cristo.
A partir de 1989 trabajó en Valladolid como capellán de la Basílica Nacional de la Gran Promesa y como director del Centro de Formación y Espiritualidad del Sagrado Corazón de Jesús. También fue el director diocesano del Apostolado de la Oración, miembro del Consejo Presbiteral Diocesano, delegado diocesano de Pastoral Juvenil y también fue profesor de Teología espiritual del Estudio Teológico Agustiniano de Valladolid.

## Episcopado

### Obispo de Coria-Cáceres
El 21 de junio de 2007, el papa Benedicto XVI lo nombró obispo de la diócesis de Coria-Cáceres, recibiendo el sacramento del orden el día 2 de septiembre del mismo año, de manos del entonces nuncio apostólico en España Manuel Monteiro de Castro, y teniendo como coconsagrantes en la ceremonia de toma de posesión al arzobispo de Mérida-Badajoz Santiago García Aracil y al entonces arzobispo de Valladolid Braulio Rodríguez Plaza, sucediendo en el cargo a Ciriaco Benavente Mateos.
En la Conferencia Episcopal Española (CEE), desde 2007 fue miembro de la Comisión Episcopal de Apostolado Seglar, hasta que en 2008 pasó a formar parte de la Comisión para la Vida Consagrada.

### Arzobispo de Toledo
El 27 de diciembre de 2019, el papa Francisco lo nombró arzobispo de Toledo, primado de España, cargo del que tomó posesión el 29 de febrero de 2020.
El 22 de junio de 2022 fue nombrado Académico Honorario de la Real Academia de Bellas Artes y Ciencias Históricas de Toledo.
En la Conferencia Episcopal Española es, desde marzo de 2024, miembro de la Comisión Episcopal para las Misiones y la Cooperación con las Iglesias.